# Geotrupes jakovlevi
Geotrupes jakovlevi es una especie de coleóptero de la familia Geotrupidae.

## Distribución geográfica
Habita en Asia Central, Cachemira (región).